# Metró

Metróval rendelkező országok. Zöld: üzemelő metrórendszer, sárga: építés alatt álló metrórendszer

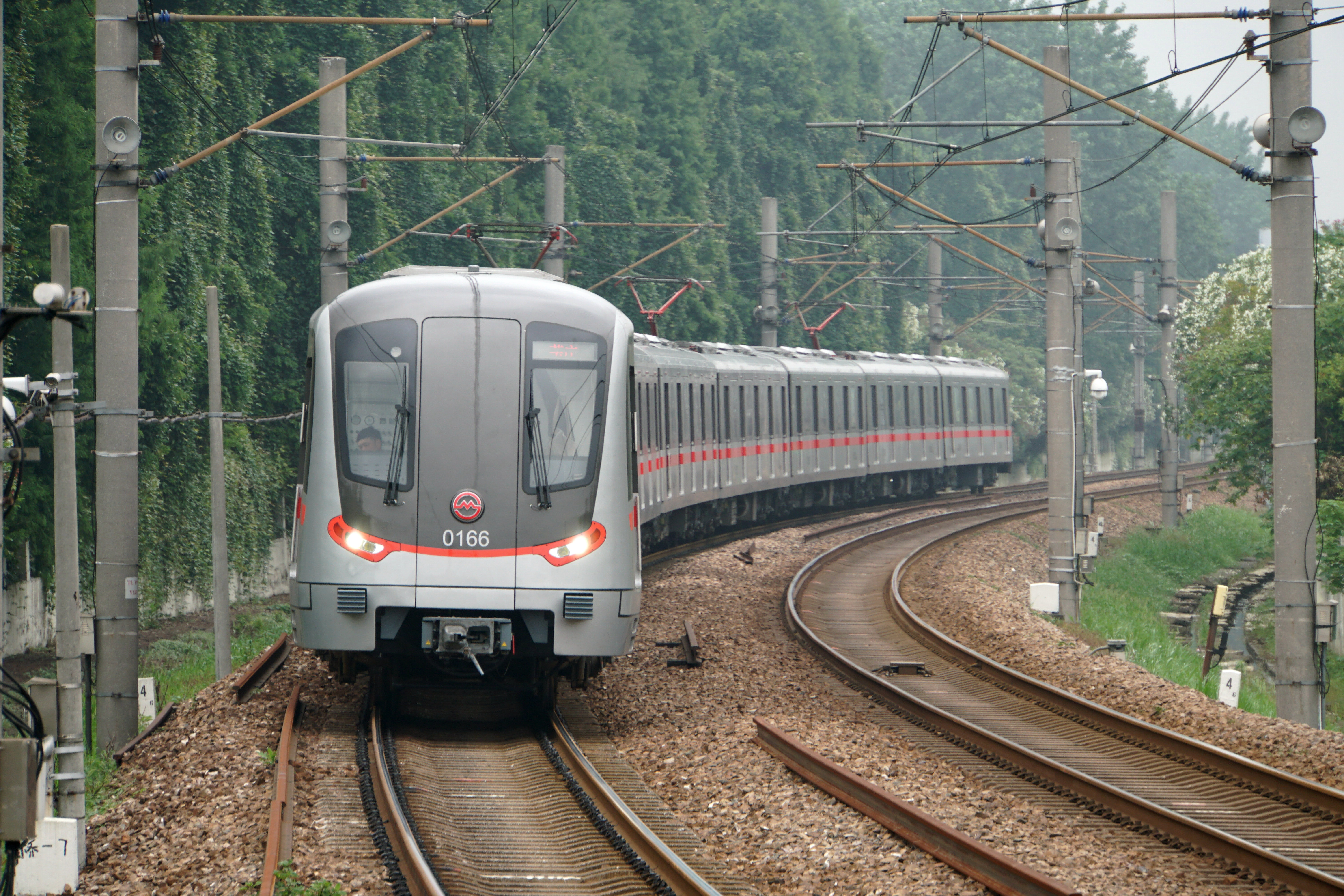
A Sanghaji metrórendszer a világ leghosszabb metrórendszere

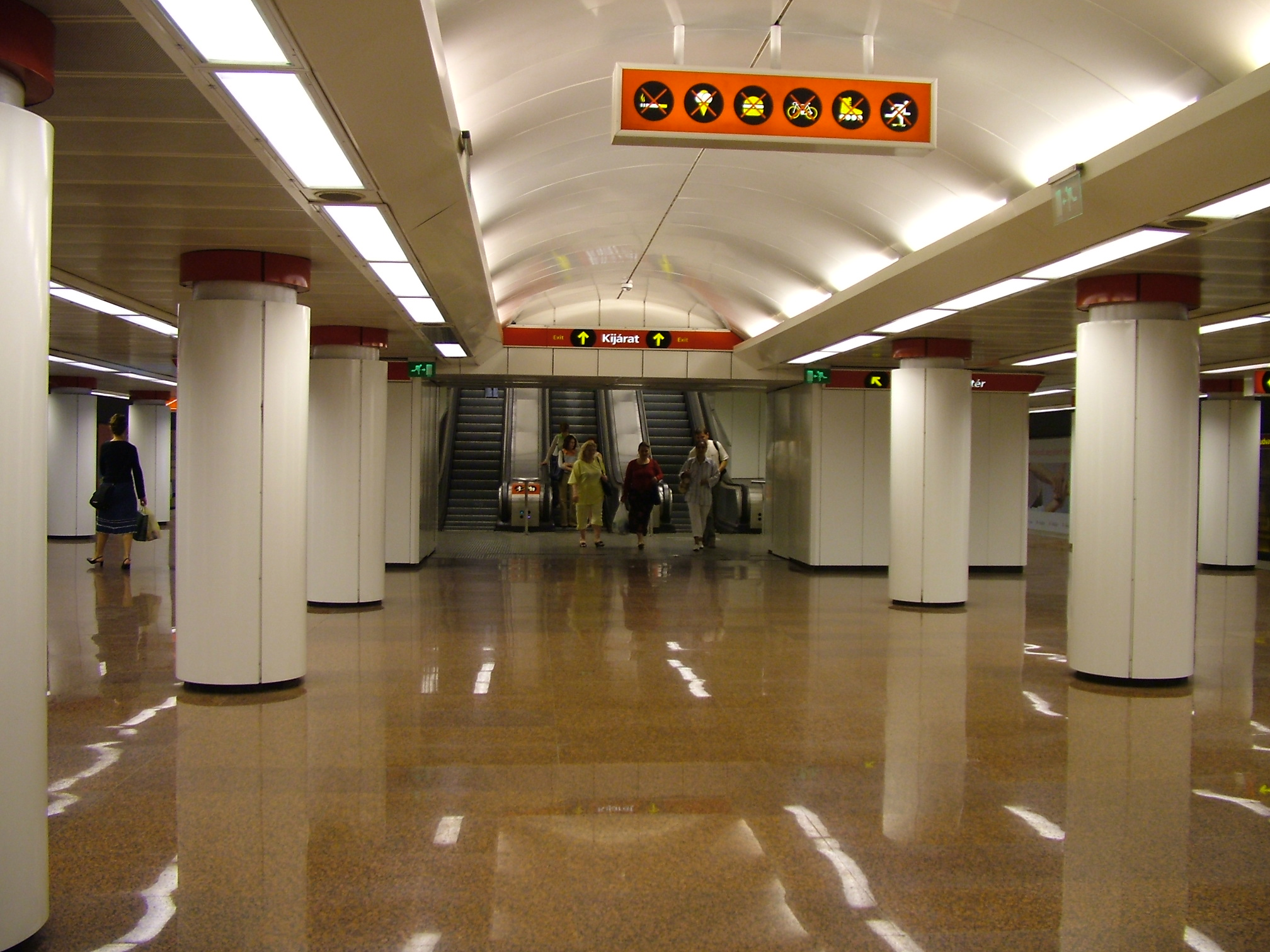
Kossuth Lajos tér a kelet–nyugati metró vonalán

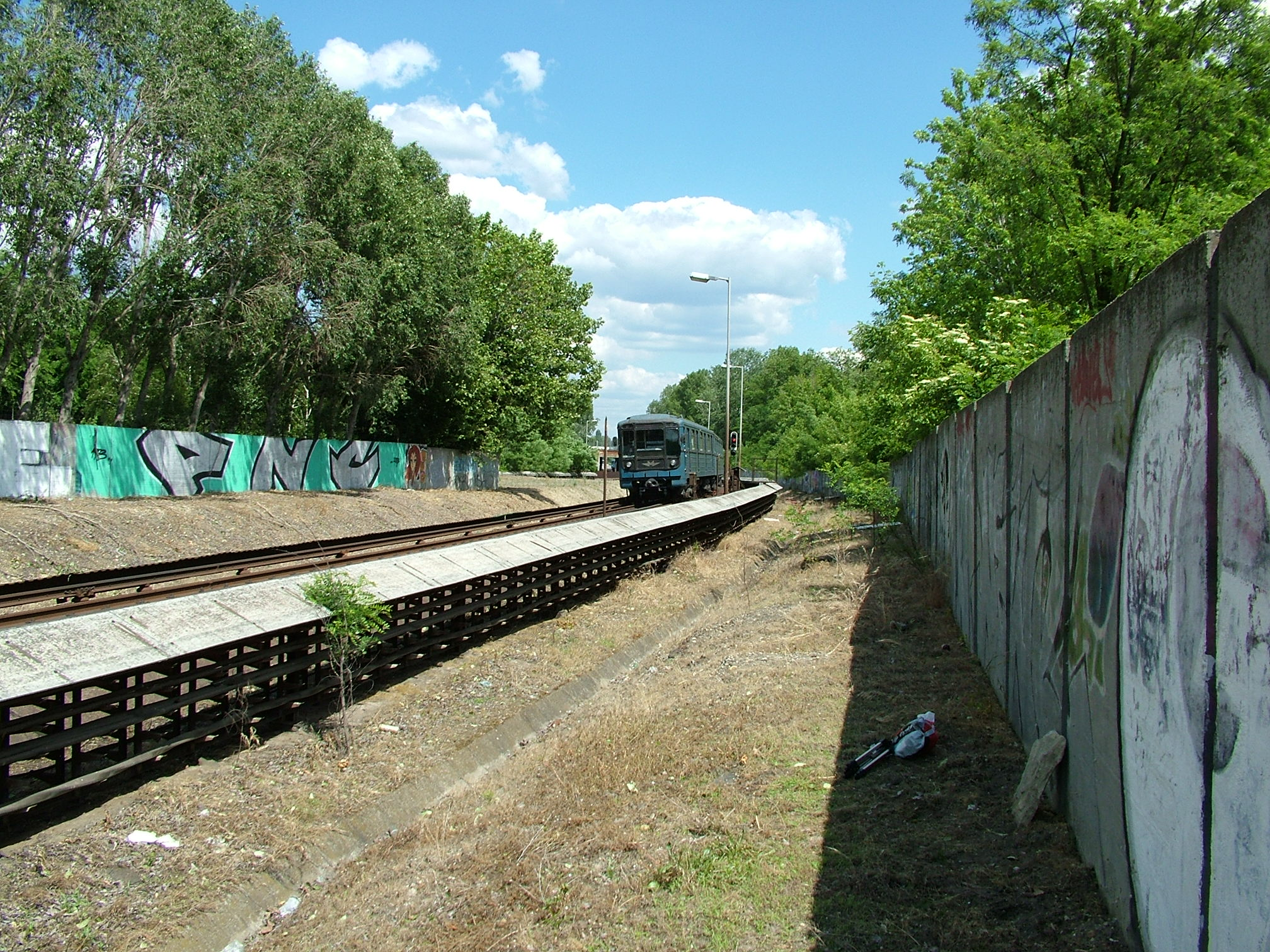
81–717/714 típusú szerelvény az M3-as metróvonal felszíni szakaszán

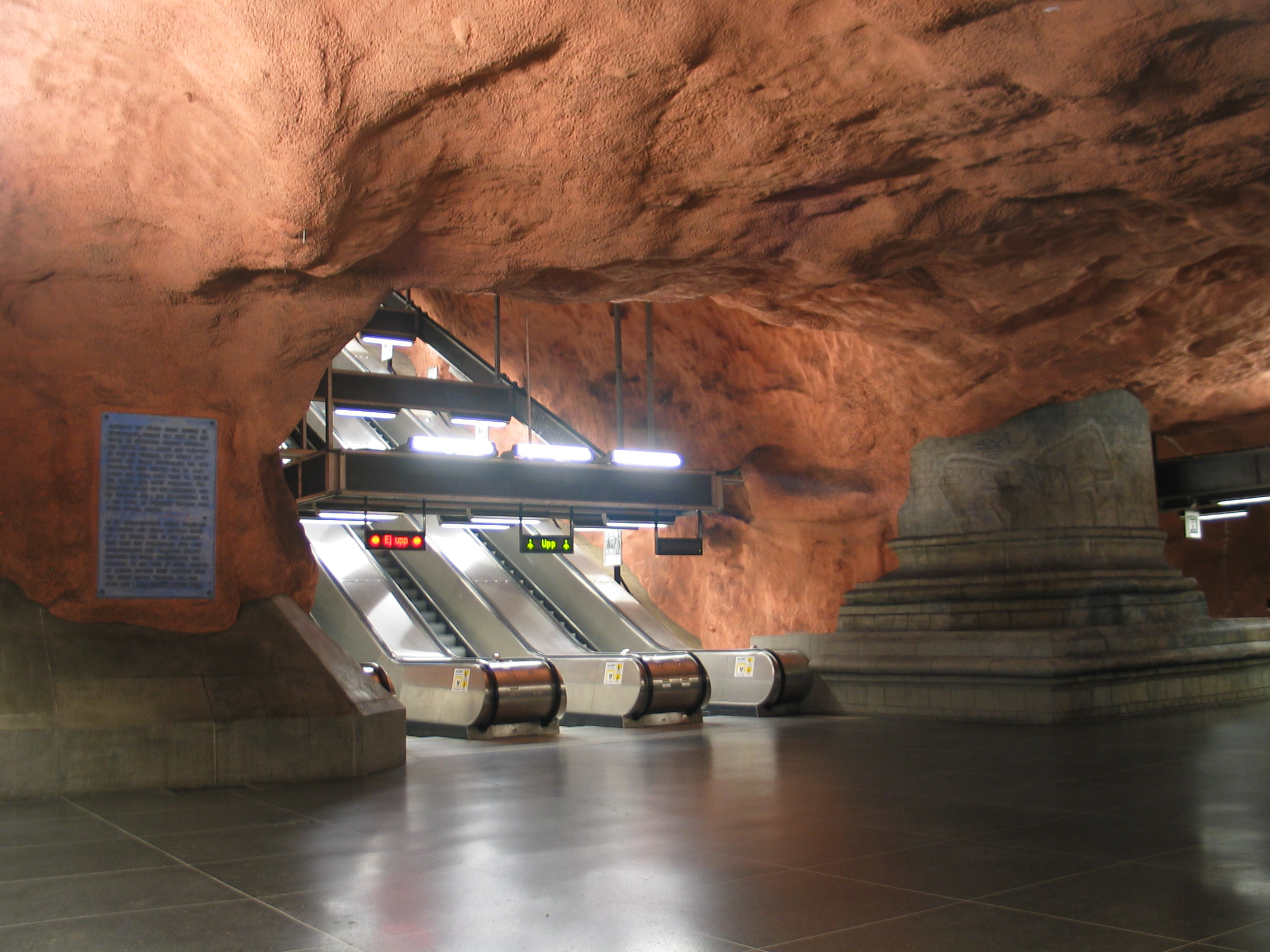
Rådhuset állomás Stockholmban

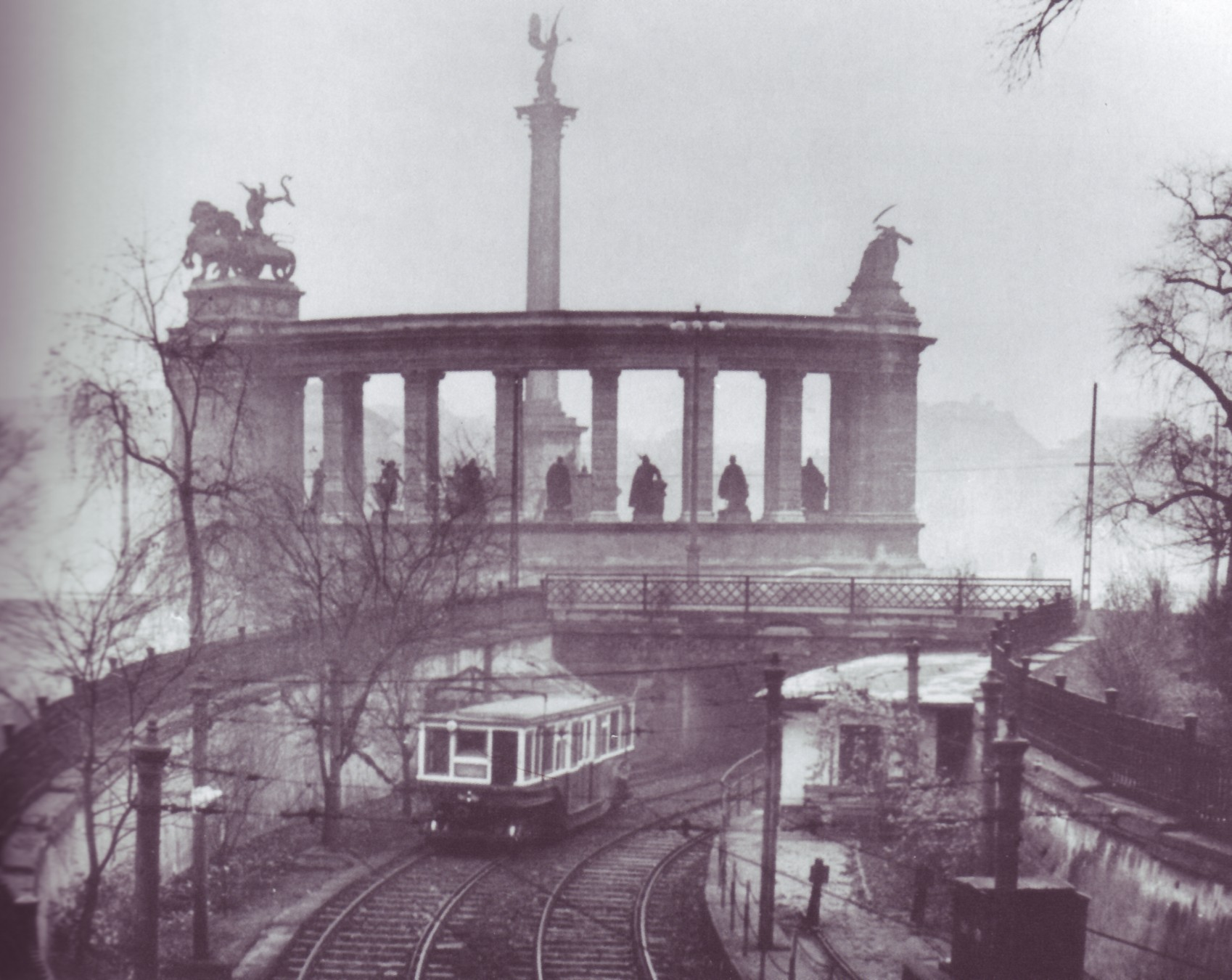
A Millenniumi Földalatti vasút felszíni szakasza a Hősök terénél

A metró a nagyvárosokra jellemző tömegközlekedési eszköz, nagy kapacitású tömegközlekedési rendszerek egyik típusa.
Magyar nyelvterületen az 1950-es évek eleje óta egyértelműen a földalatti vasút szinonimája, ez azonban – a nemzetközi jelentéstartalomhoz képest – erős fogalomszűkítés. Nemzetközi értelemben véve a metró egy nagy kapacitású vasúti tömegközlekedési rendszer, mely a nagyvárosokat és agglomerációjukat szolgálja ki. Jellemzően külön szinten mozog vagy a forgalom felett vagy az alatt. A metró a nagyvárosok leggyorsabb közlekedési eszköze, ezért nevezik még gyorsvasútnak is (nem összekeverendő a nagysebességű vasúttal).
Az elsősorban vagy hagyományosan a felszín alatt futó gyorsvasúti rendszert nevezhetjük metrónak vagy földalattinak, angol nyelvterületen elterjedt még a subway, a tube vagy az underground kifejezés is a metro mellett.
A buszokkal vagy villamosokkal ellentétben a gyorsvasutak olyan – általában villamos – vasutak, amelyek kizárólagos úthasználati jogon közlekednek, és amelyekhez gyalogosok vagy más járművek nem férhetnek hozzá. Gyakran alagutakban vagy magasvasutakon, szintben elválasztva közlekednek.
A gyorsvasúti rendszerek modern szolgáltatásait az állomások között kijelölt vonalakon, jellemzően a vasúti síneken közlekedő villamos motorvonatokkal biztosítják. Egyes rendszerek irányított gumikereket, mágneses lebegtetést (maglev) vagy monorailt használnak. Az állomások jellemzően magas peronokkal rendelkeznek, a vonatokon belül lépcső nélkül, ami egyedi gyártású vonatokat igényel a vonat és a peron közötti hézagok minimalizálása érdekében. Jellemzően integrálódnak más tömegközlekedési eszközökkel, és gyakran ugyanazok a tömegközlekedési hatóságok üzemeltetik őket. Néhány gyorsvasúti rendszerben a gyorsvasútvonal és az út vagy két gyorsvasútvonal között síkbeli kereszteződések vannak.
A világ első gyorsvasúti rendszere a részben földalatti Metropolitan Railway volt, amely 1863-ban nyílt meg gőzmozdonyokkal, és ma a londoni metró részét képezi. 1868-ban New Yorkban megnyílt a felemelt West Side and Yonkers Patent Railway, amely kezdetben kábeles vontatású, statikus gőzgépeket használó vonal volt.
2021-től kezdve Kínában van a világon a legtöbb gyorsvasúti rendszer – 40 darab,, több mint 4500 km hosszú pályán -, és a 2010-es években a világ legtöbb gyorsvasút-fejlesztéséért volt felelős. A világ leghosszabb, egyetlen üzemeltetővel működő gyorsvasúti rendszere az útvonal hossza alapján a sanghaji metró. A világ legnagyobb, egyetlen üzemeltetővel működő gyorsvasúti szolgáltatója az állomások száma alapján (összesen 472 állomás) a New York-i metró. A világ három legforgalmasabb gyorsvasúti rendszere az éves utasszám alapján a sanghaji metró, a tokiói metró és a moszkvai metró.

## Fogalomtörténet

### Eredet
Az első metrónak nevezett közlekedési eszköz 1863. január 10-én indult el Londonban (Metropolitan Railway). A brit főváros ekkor átadott földalatti vasútvonalát Városi Földalatti Vasútnak, angol kifejezéssel Metropolitan Underground Railways-nek nevezték. Érdekesség, hogy a névadó hálózatot a helyi lakosok sosem nevezték metrónak, itt az Underground ill. a Tube elnevezéseket használják.

### Új hálózatok
A londoni rendszer követésével létesült európai nagyvárosi hálózatokat – az angol példát követve – szintén nagyvárosinak, azaz több nyelven is – kisebb helyesírási és kiejtési eltérésekkel – Metropolitannek nevezték, amely előbb a köznyelvben, később a hivatalos szóhasználatban is „metro”-vá rövidült (a magyar helyesírás szerint a jövevényszavakat kiejtésük szerint írjuk, s mivel a szó végi „o”-k ejtése a magyarban hosszú, magyarul ennek is „metró” lett a neve). Ezek a vonalak nem mindenhol felszín alatt épültek, közismert például a párizsi Bir-Hakeim híd tetején, az autóforgalom feje felett haladó metró képe, és másfelé is gyakori itt a harmadik emelet magasságában vezetett metró.
Ezt az elnevezést használták a harmincas években épült moszkvai városi gyorsvasúti hálózatra is.

### Budapest
Amikor az 1950-es évek elején megkezdték a budapesti városi gyorsvasúti hálózat kiépítését, a szovjet minta nyomán Budapesten is a „metró” szót használták. Mivel akkortájt a felszíni villamosokhoz viszonyított modernebb megoldást kívánták a lakosság számára bemutatni, így az újonnan építendő rendszert felváltva nevezték földalatti vasútnak és metrónak. Ezen használat nyomán a magyar nyelvben a metró kifejezés a földalatti vasút rövid elnevezéseként ment át.

### Európai fogalomfejlődés
Európa többi részén azonban ez a fogalomszűkítés nem történt meg, itt továbbra is minden városi gyorsvasúti rendszerre alkalmazták a kifejezést. Sőt, utóbb kifejezetten bővült a szó értelme, hiszen például Hamburgban a városi gyorsjárati autóbuszokra használják a Metrobus kifejezést, amely Európán kívül is elterjedt, így ezen kifejezés használatával már bármilyen gyors, városi közlekedési üzemmódot jelölhetünk.
2004-ben Berlin tömegközlekedési hálózatát újratervezték, létrehoztak kiemelt villamos és autóbusz gerincvonalakat, és ezeket is metrónak (MetroTram, MetroBus) nevezték el – német nyelvterületen viszont a földalattit soha nem nevezik metrónak, így nem állhat fenn fogalomkeveredés.
Újabb érdekességet jelent a madridi és portói fejlesztés. Ezekben a városokban új, modern villamosvonalakat építenek ki. Hogy azonban a korábbi, elavult villamostól fogalmilag is elválasszák az új hálózatokat, ezeket a Metro elnevezéssel illetik.

## Üzemeltetés

### Utasinformációk

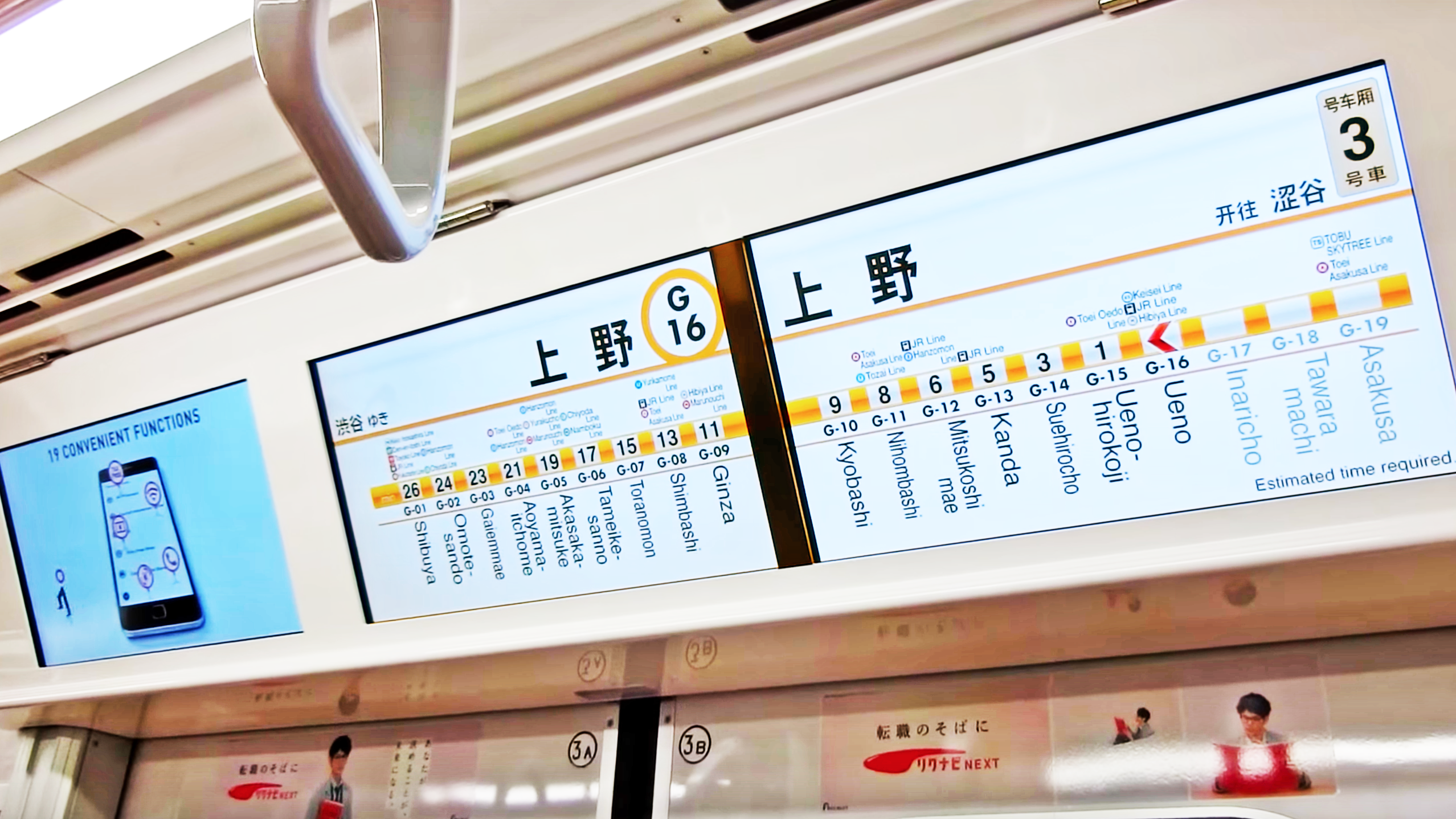
A tokiói metró nagyméretű LCD-kijelzőn több nyelven (japán, angol, hagyományos kínai, egyszerűsített kínai, koreai) mutatja az aktuális helyzetet, a következő megállókat és a reklámokat

A gyorsvasút-üzemeltetők gyakran erős márkákat építettek ki, amelyek gyakran a könnyű felismerhetőségre összpontosítanak – hogy a nagyvárosokban található feliratok hatalmas sokaságában is gyorsan azonosítható legyen -, és a sebesség, a biztonság és a tekintély kommunikálásának vágyával párosulnak. Sok városban az egész közlekedési hatóságnak egységes arculata van, de a gyorsvasút saját, a profilba illeszkedő logót használ.

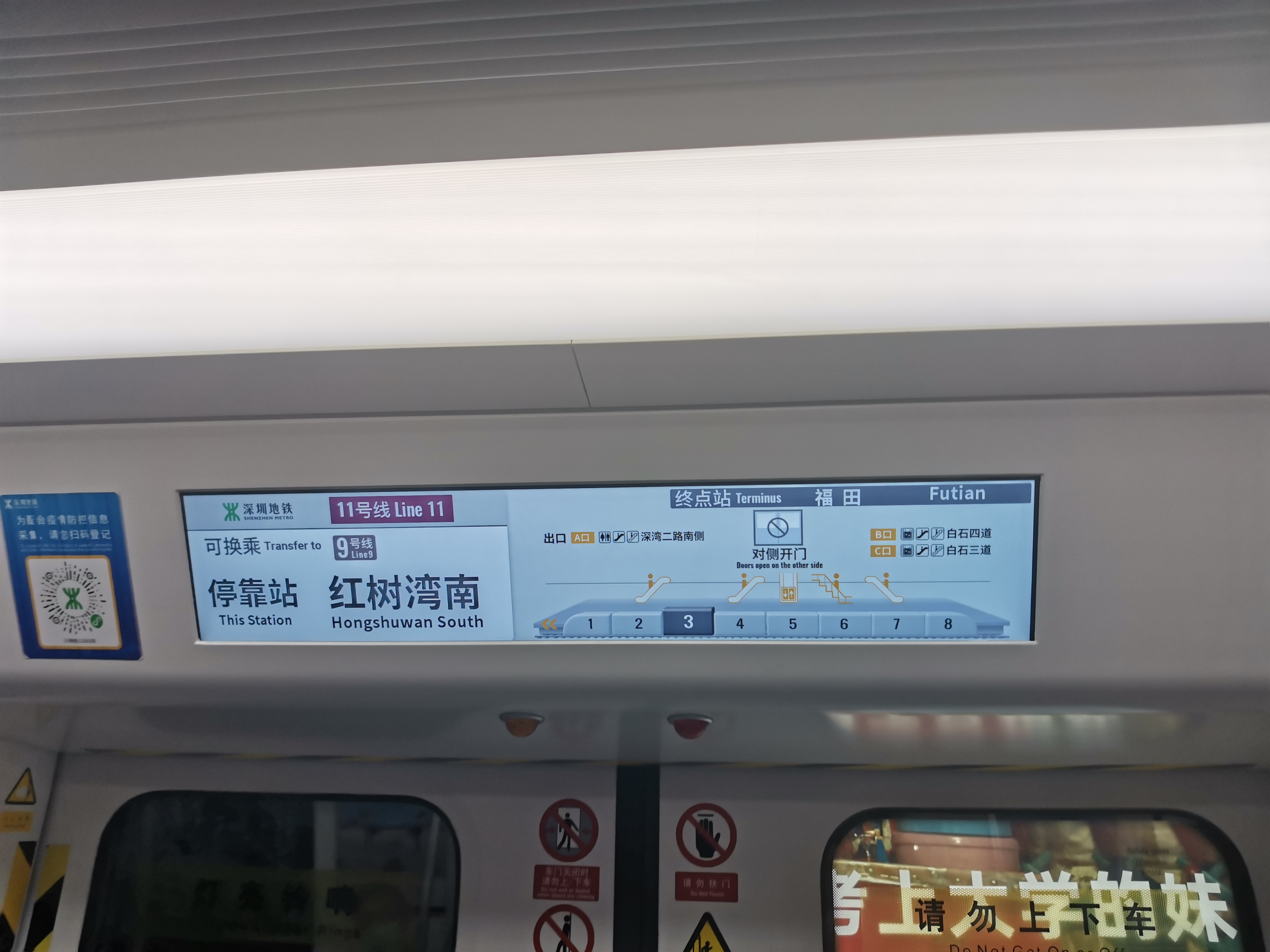
A sencseni metró nagyméretű LCD információs kijelzőket használ az aktuális helyzet, a közelgő megállók és a következő állomás ábráinak feltüntetésére

A tranzittérkép egy topológiai térkép vagy sematikus diagram, amelyet egy tömegközlekedési rendszer útvonalainak és állomásainak bemutatására használnak. A fő összetevők a színkódolt vonalak, amelyek az egyes vonalakat vagy szolgáltatásokat jelzik, és a megnevezett ikonok az állomásokat jelzik. A térképek csak a gyorsvasutat ábrázolhatják, vagy más tömegközlekedési módokat is tartalmazhatnak. A közlekedési térképek megtalálhatók a közlekedési járműveken, a peronokon, máshol az állomásokon és a nyomtatott menetrendekben. A térképek segítenek a felhasználóknak megérteni a rendszer különböző részei közötti kapcsolatokat; például megmutatják az átszállóállomásokat, ahol az utasok átszállhatnak a vonalak között. A hagyományos térképekkel ellentétben a tranzittérképek általában nem földrajzi pontosságúak, hanem a különböző állomások közötti topológiai kapcsolatokat hangsúlyozzák. A grafikus megjelenítésben egyenes vonalakat és rögzített szögeket, valamint gyakran az állomások közötti rögzített minimális távolságot használhatnak, hogy egyszerűsítsék a tranzithálózat megjelenítését. Ennek gyakran az a hatása, hogy a rendszer külső területén lévő állomások közötti távolságot összenyomja, a központhoz közeli állomások közötti távolságot pedig felnagyítja.
Egyes rendszerek egyedi alfanumerikus kódokat rendelnek az egyes állomásokhoz, hogy az ingázók könnyebben azonosíthassák azokat, ami röviden kódolja az információt arról, hogy az adott állomás melyik vonalon van, és hogy a vonalon belül hol helyezkedik el. Például a szingapúri MRT-nél a Changi Airport MRT állomás a CG2 alfanumerikus kóddal rendelkezik, ami azt jelzi, hogy az East West Line Changi Airport ágának 2. állomása. Az átszálló állomásoknak legalább két kódja van, például a Raffles Place MRT állomásnak két kódja van, NS26 és EW14, az észak-déli vonal 26. állomása és az East West Line 14. állomása.
A szöuli metró egy másik példa, amely kódot használ az állomásain. A szingapúri MRT-vel ellentétben ez többnyire számokból áll. A vonal száma alapján például Sinyongsan állomás kódja 429-es állomás. Mivel a 4-es vonalon van, az állomáskód első száma a 4. Az utolsó két szám az állomás száma az adott vonalon. Az átszálló állomásoknak több kódja is lehet. Ilyen például a szöuli City Hall állomás, amelyet az 1-es és a 2-es vonal szolgál ki. A 132-es és 201-es kóddal rendelkezik. A 2-es vonal egy körjárat, és az első megálló a City Hall, ezért a City Hall állomáskódja 201-es. A szám nélküli vonalak, mint például a Bundang vonal, alfanumerikus kóddal rendelkeznek. A KORAIL által üzemeltetett, szám nélküli vonalak "K" betűvel kezdődnek.
Az internet és a mobiltelefonok világszerte elterjedt használatával a közlekedési szolgáltatók ma már ezeket a technológiákat használják arra, hogy információkat nyújtsanak a felhasználóknak. Az online térképek és menetrendek mellett egyes közlekedési szolgáltatók ma már valós idejű információkat is kínálnak, amelyek lehetővé teszik az utasok számára, hogy megtudják, mikor érkezik a következő jármű, és hogy várhatóan mennyi idő az utazás. A közlekedési információk szabványosított GTFS adatformátuma lehetővé teszi számos harmadik fél szoftverfejlesztő számára, hogy webes és okostelefonos alkalmazásprogramokat készítsen, amelyek az utasok számára személyre szabott frissítéseket nyújtanak az egyes közlekedési vonalakkal és állomásokkal kapcsolatban.

### Biztonság és védelem

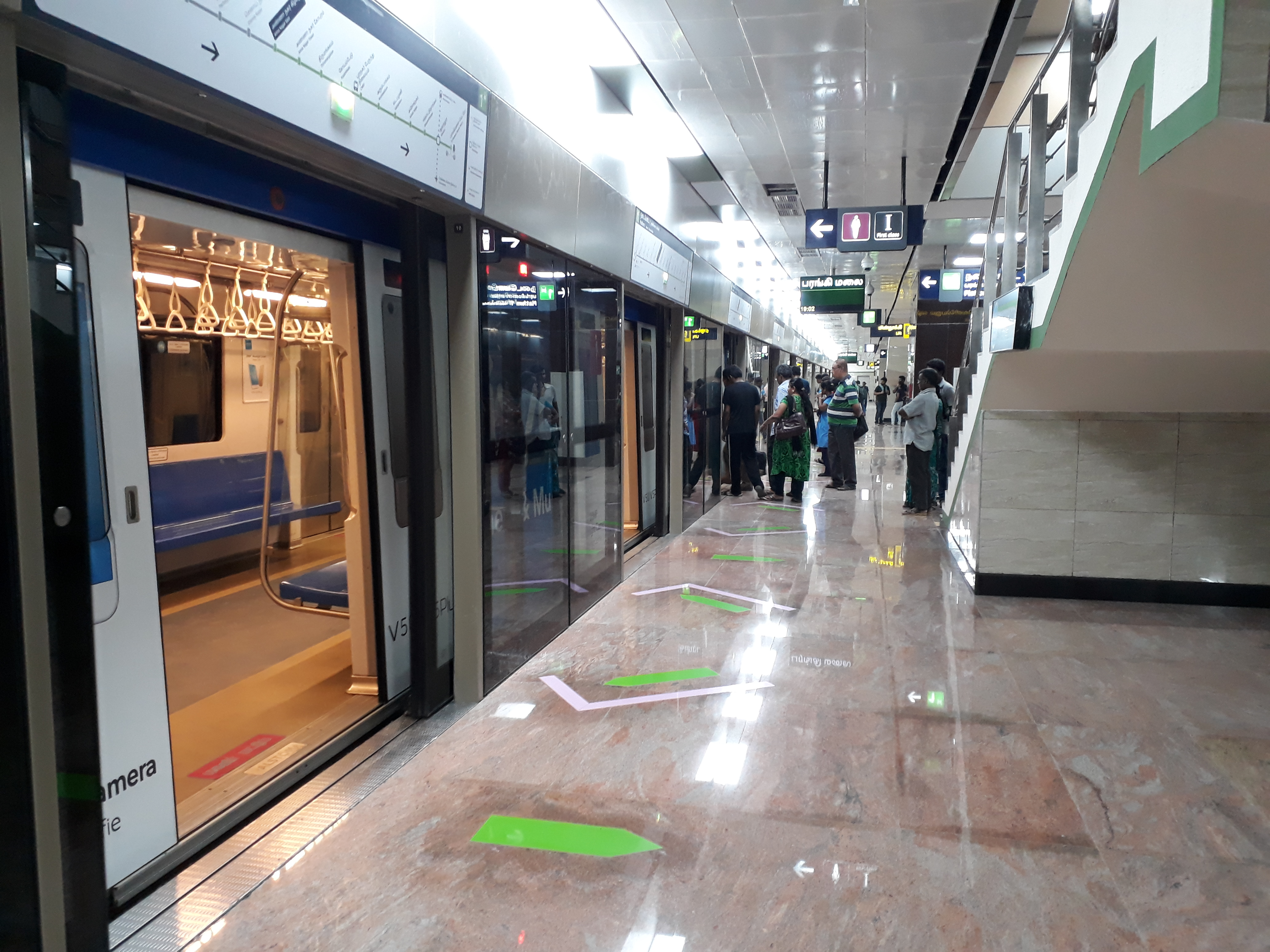
A chennai metró egyik földalatti állomásán telepített, teljes magasságú, zárt peronszéli ajtók

Más közlekedési módokhoz képest a gyorsvasút jó biztonsági mutatókkal rendelkezik, kevés baleset történik. A vasúti közlekedésre szigorú biztonsági előírások vonatkoznak, a kockázatok minimalizálása érdekében az eljárásra és a karbantartásra vonatkozó követelményekkel. A kétvágányú pályák használata miatt ritkák a frontális ütközések, és az alacsony üzemi sebességek csökkentik a hátulról történő ütközések és kisiklások előfordulását és súlyosságát. A tűz nagyobb veszélyt jelent a föld alatt, mint például a londoni King's Crosson 1987 novemberében történt tűzvész, amely 31 ember halálát okozta. A rendszereket általában úgy építik ki, hogy a vonatok evakuálását a rendszer számos pontján lehetővé tegyék.
A magas peronok, általában 1 méternél magasabbak, biztonsági kockázatot jelentenek, mivel a sínekre zuhanó emberek nehezen másznak vissza. Egyes rendszereken peronvédő ajtókat használnak ennek a veszélynek a kiküszöbölésére.
A gyorsvasúti létesítmények nyilvános terek, és biztonsági problémákkal küzdhetnek: apró bűncselekmények, például zsebtolvajlás és poggyászlopás, és súlyosabb erőszakos bűncselekmények, valamint szexuális támadások a szűkös vonatokon és peronokon. A biztonsági intézkedések közé tartozik a videokamerás megfigyelés, a biztonsági őrök és a kalauzok. Egyes országokban speciális tranzitrendőrséget is létrehozhatnak. Ezek a biztonsági intézkedések általában a bevételek védelmét szolgáló intézkedésekkel együtt járnak, amelyek azt ellenőrzik, hogy az utasok nem utaznak-e fizetés nélkül.
Egyes metrórendszerek, például a pekingi metró, amelyet a Worldwide Rapid Transit Data 2015-ben a "világ legbiztonságosabb gyorsvasúthálózatának" minősített, minden állomáson repülőtéri jellegű biztonsági ellenőrzőpontokat építenek be. A gyorsvasúti rendszerek sok áldozatot követelő terrorizmusnak voltak kitéve, mint például az 1995-ös tokiói metró szaringázzal elkövetett támadása és a 2005-ös "7/7" terrorista merényletek a londoni metróban.

### További funkciók

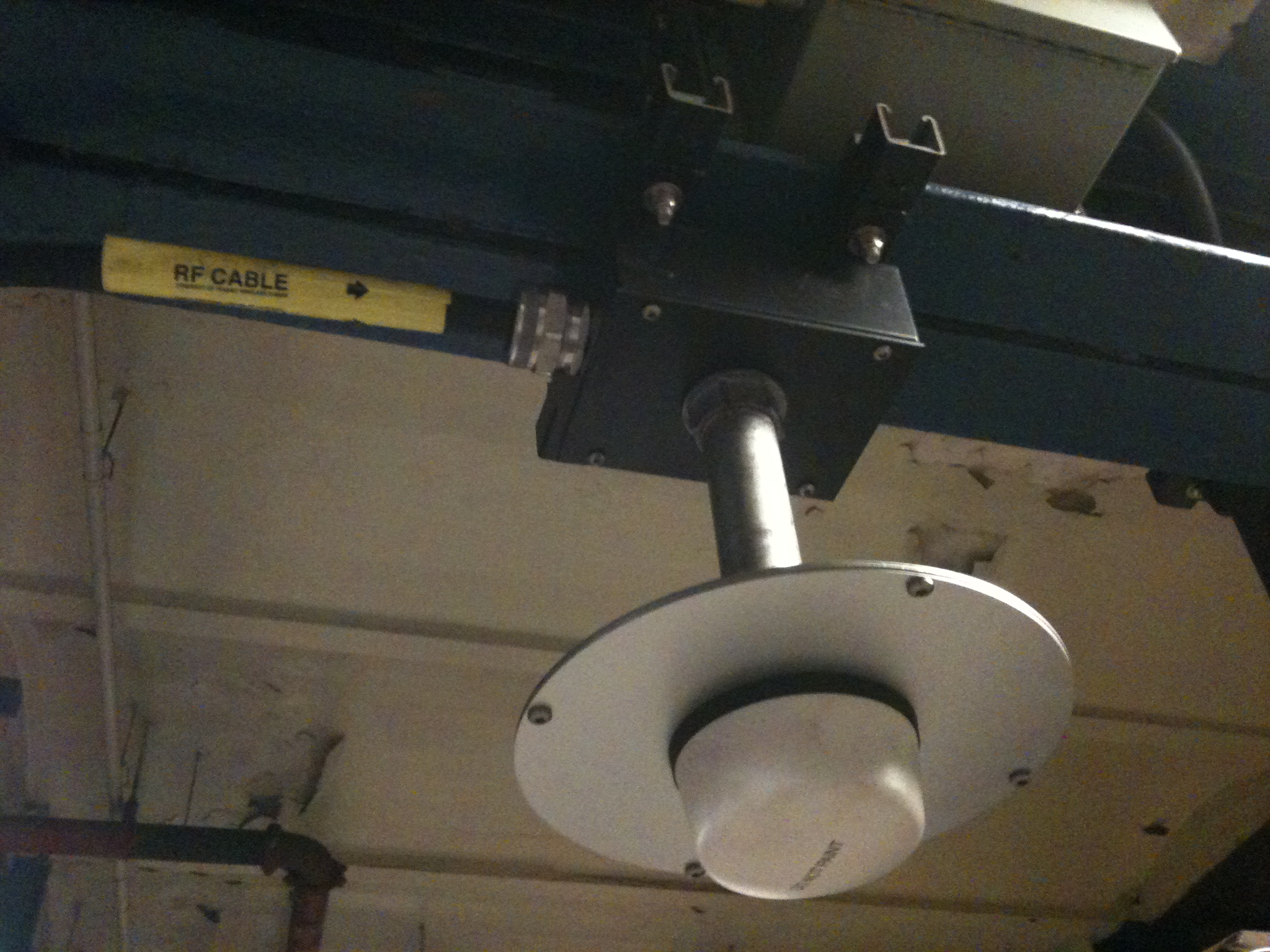
A DAS-antennákat, mint például ezt a Transit Wireless által egy New York-i metróállomáson telepítettet, általában a metróállomásokon történő mobil vétel biztosítására használják

Egyes gyorsvasutak olyan extra funkciókkal rendelkeznek, mint a fali csatlakozóaljzatok, a mobiltelefonos vétel, jellemzően az alagutakban a mobilhívást lehetővé tevő kábelek és az állomásokon DAS-antennák, valamint a Wi-Fi-kapcsolat. A világon az első metrórendszer, amely teljes mobiltelefon-vételt tett lehetővé a földalatti állomásokon és alagutakban, a szingapúri Mass Rapid Transit (MRT) rendszer volt, amely 1989-ben indította el az első földalatti mobiltelefon-hálózatot AMPS használatával.. 1989-ben számos metrórendszer, például a hongkongi Mass Transit Railway (MTR) és a berlini U-Bahn, mobiladat-kapcsolatot biztosít az alagútjaiban a különböző hálózatüzemeltetők számára.

## Infrastruktúra

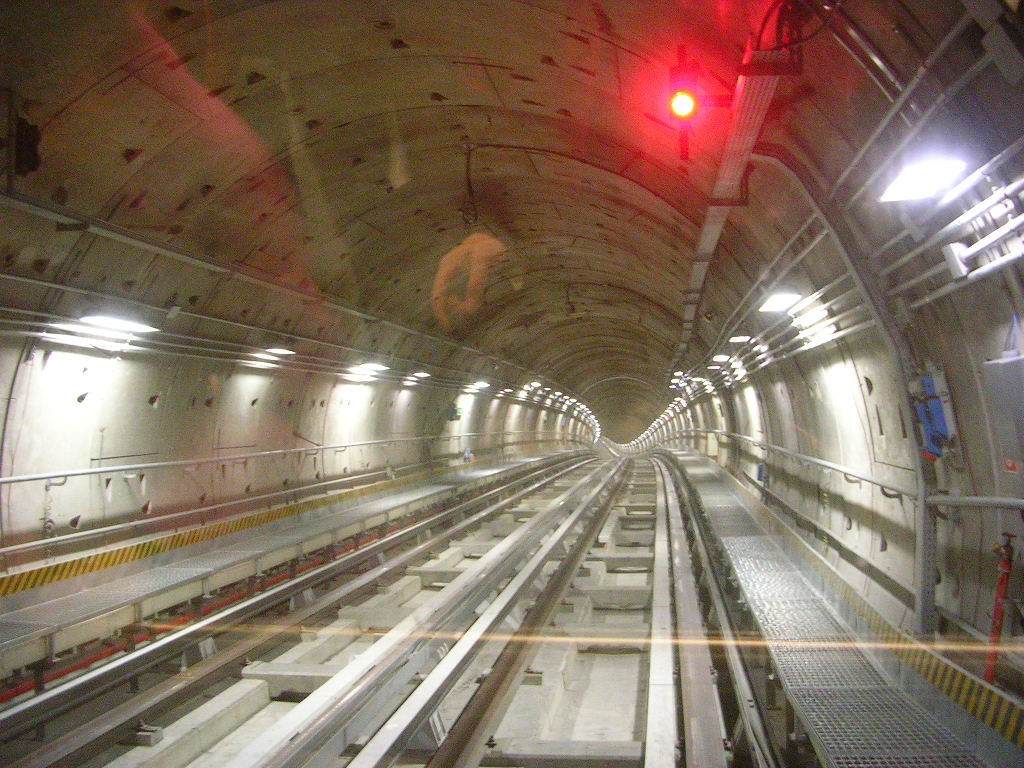
A torinói metró egyik alagútjában jól láthatók az alagútfúró gép által elhelyezett, egymásba illesztett alagútburkolati szegmensek

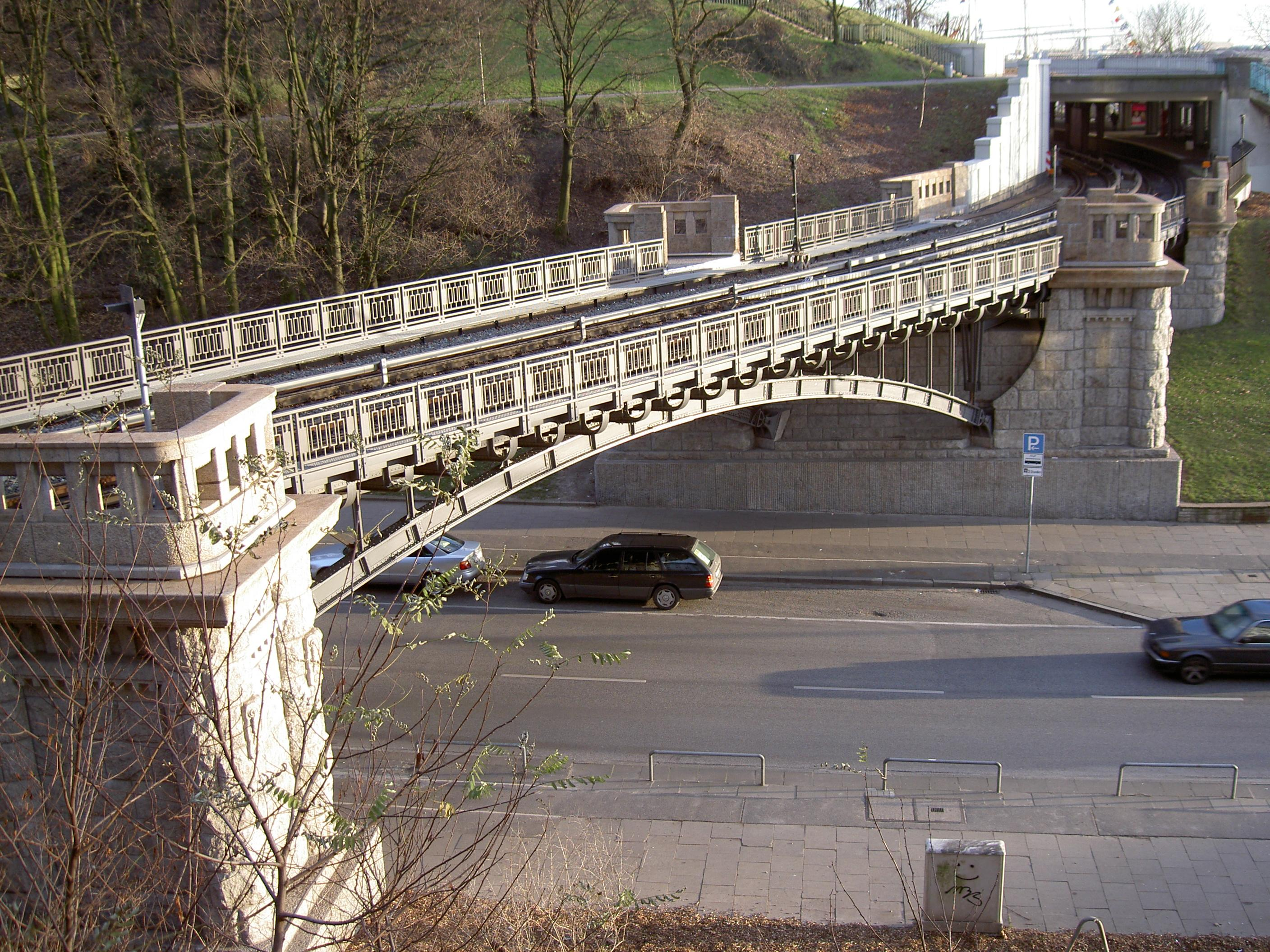
A hamburgi Landungsbrücken állomás egy olyan példa arra, ahol az U-Bahn a felszínen, míg az S-Bahn állomás egy alacsonyabb szinten található

A nyilvános, tömeges gyorsvasutaknál alkalmazott technológia jelentős változásokon ment keresztül az 1863-ban Londonban nyilvánosan megnyitott Metropolitan Railway óta eltelt években.
A nagy kapacitású, nagyobb és hosszabb szerelvényekkel rendelkező monorail-rendszerek a gyorsvasúti rendszerek közé sorolhatók, ilyen monorail-rendszerek nemrégiben kezdték meg működésüket Csungkingban és São Paulóban. A könnyű metró a gyorsvasút egy alosztálya, amely a "teljes metró" sebességével és szintkülönbségével rendelkezik, de kisebb utasszámra tervezték. Gyakran kisebb nyomtávval, könnyebb szerelvénykocsikkal és kisebb, jellemzően kettő-négy kocsiból álló szerelvényekkel rendelkezik. A könnyű metrókat jellemzően a fő gyorsvasúti rendszer betétvonalaként használják. Például a tajpeji metró Wenhu vonala számos viszonylag gyéren lakott negyedet szolgál ki, és betáplálja és kiegészíti a nagy kapacitású metróvonalakat.
Egyes rendszereket a semmiből építettek, másokat korábbi, felújított, korábbi elővárosi vasúti vagy elővárosi villamoshálózatokból nyertek vissza, és gyakran kiegészítették őket egy földalatti vagy magasított belvárosi szakasszal. A földszintes, saját útvonalú vonalvezetéseket jellemzően csak a sűrűn lakott területeken kívül használják, mivel fizikai akadályt képeznek a városi szövetben, ami akadályozza az emberek és járművek áramlását az útvonalukon, és nagyobb fizikai nyomvonallal rendelkeznek. Ez az építési mód a legolcsóbb mindaddig, amíg a telekértékek alacsonyak. Gyakran alkalmazzák új rendszereknél olyan területeken, amelyeket a vonal megépítése után épületekkel terveznek beépíteni.

### Járművek
A legtöbb gyorsvasúti vonat villamos motorvonat, amelyek hossza háromtól több mint tíz kocsiig terjed. A személyzet létszáma a történelem során csökkent, egyes modern rendszerek már teljesen személyzet nélküli vonatokat közlekedtetnek. Más vonatokon továbbra is vannak mozdonyvezetők, még akkor is, ha a normál üzemben csak annyi a szerepük, hogy az állomásokon kinyitják és becsukják a vonatok ajtaját. Az áramellátás általában egy harmadik sín vagy felsővezeték segítségével történik. A teljes londoni metróhálózat negyedik sínt használ, mások pedig lineáris motort használnak a meghajtáshoz.
Egyes városi vasútvonalakat a fővonali vasútvonalakhoz hasonló nyomtávra építettek; mások kisebb nyomtávra épültek, és alagutakkal rendelkeznek, amelyek korlátozzák a vonatfülkék méretét és néha alakját is. Erre példa a londoni metró nagy része, amely a mély metróvonalakon használt szerelvények hengeres alakja miatt a "tube train" (csővonat) nem hivatalos elnevezést kapta.
Sok városban a metróhálózatok különböző méretű és típusú járműveket üzemeltető vonalakból állnak. Bár ezeket az alhálózatokat gyakran nem kötik össze vágányok, szükség esetén az egyik alhálózat kisebb nyomtávú gördülőállományát más, nagyobb vonatokat használó vonalakon lehet szállítani. Egyes hálózatokon az ilyen műveletek a szokásos szolgáltatások részét képezik.

### Pályák
A legtöbb gyorsvasúti rendszer hagyományos normál nyomtávú vasúti pályát használ. Mivel a metróalagutakban a sínek nincsenek kitéve esőnek, hónak vagy más csapadéknak, gyakran közvetlenül a padlóhoz vannak rögzítve, nem pedig a normál vasúti sínekhez hasonlóan az ágyazaton nyugszanak.
Egy alternatív technológiát, amely keskeny beton- vagy acél gördülőpályákon gumikerekeket használ, a párizsi Métro és a mexikóvárosi metró egyes vonalain vezettek be, és az első teljesen új rendszer, amely ezt alkalmazta, a kanadai Montrealban volt. A legtöbb ilyen hálózaton a vezetéshez további vízszintes kerekekre van szükség, és gyakran hagyományos vágányt is biztosítanak defekt esetén és a váltáshoz. Vannak olyan gumikerekes rendszerek is, amelyek központi vezetősínt használnak, mint például a szapporói városi metró és a NeoVal rendszer a franciaországi Rennes-ben. E rendszer hívei megjegyzik, hogy sokkal csendesebb, mint a hagyományos acélkerekes vonatok, és a gumikerekek nagyobb vonóereje miatt nagyobb emelkedőket tesz lehetővé. Ugyanakkor magasabbak a karbantartási költségei és kevésbé energiatakarékosak. Emellett nedves vagy jeges időjárási körülmények között veszítenek a vonóerőből, ami megakadályozza a Montréal-i metró föld feletti használatát, és korlátozza azt a szapporói városi metróban, de más városokban a gumikerekes rendszereket nem.
Néhány meredek dombokkal rendelkező város hegyi vasúti technológiákat épít be metróhálózatába. A lyoni metró egyik vonalán fogaskerekű vasútvonal is található, míg a haifai Carmelit egy földalatti siklóvasút.
Magasabban fekvő vonalak esetében egy másik alternatíva az egysínű vasút, amely épülhet gerendavágányos vagy függesztett egysínes vasútként. Bár az egysínű sínpárok Japánon kívül soha nem nyertek széles körű elfogadottságot, vannak olyanok, mint például a Chongqing Rail Transit egysínű hálózata, amelyet széles körben használnak gyorsvasúti környezetben.

## Költségek, előnyök és hatások

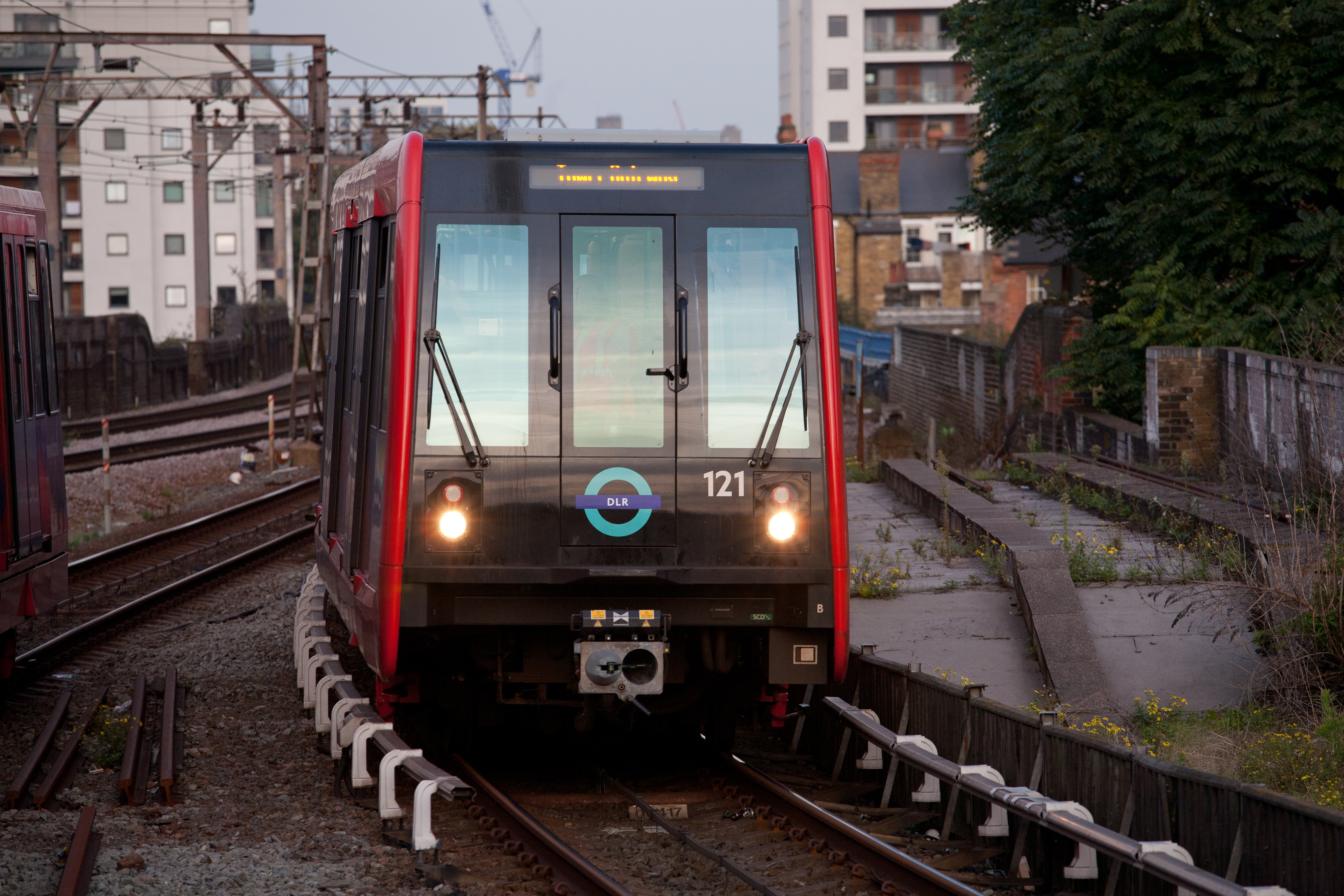
A londoni Docklands Light Railway lehetővé teszi a sűrű területhasználatot, miközben nagy kapacitást biztosít

2018 márciusáig 212 városban építettek gyorsvasúti rendszert. A tőkeköltség magas, ahogy a költségtúllépés és a haszon elmaradásának kockázata is; általában állami finanszírozásra van szükség. A gyorsvasutat néha a sok autópályát tartalmazó kiterjedt közúti közlekedési rendszer alternatívájának tekintik; a gyorsvasútrendszer nagyobb kapacitást tesz lehetővé kisebb területfelhasználás, kisebb környezeti terhelés és alacsonyabb költségek mellett.
A felemelt vagy földalatti rendszerek a városközpontokban lehetővé teszik az emberek szállítását anélkül, hogy drága földterületet foglalnának el, és lehetővé teszik a város kompakt, fizikai akadályok nélküli fejlődését. Az autópályák gyakran lenyomják a közeli lakóterületek értékét, de egy gyorsvasútállomás közelsége gyakran kiváltja a kereskedelmi és lakóterületek növekedését, és nagy tranzitorientált fejlesztési irodaházak és lakótömbök épülnek.. Emellett egy hatékony közlekedési rendszer csökkentheti a gazdasági jólét csökkenését, amelyet a népsűrűség növekedése okoz egy nagyvárosban.
A gyorsvasúti közlekedési rendszereknek magas fix költségei vannak. A legtöbb rendszer köztulajdonban van, vagy a helyi önkormányzatok, a közlekedési hatóságok vagy a nemzeti kormányok tulajdonában. A tőkeberuházásokat gyakran részben vagy teljesen adóból finanszírozzák, nem pedig az utasok által fizetett viteldíjakból, de gyakran versenyezniük kell az utak finanszírozásával. A tranzitrendszereket a tulajdonos vagy egy magáncég üzemeltetheti közszolgáltatási kötelezettségen keresztül. A rendszerek tulajdonosai gyakran a csatlakozó busz- vagy vasúti rendszereket is birtokolják, vagy tagjai a helyi közlekedési szövetségnek, ami lehetővé teszi az ingyenes átszállást a közlekedési módok között. Majdnem minden közlekedési rendszer deficittel működik, és a költségek fedezéséhez viteldíjbevételre, reklámbevételre és támogatásokra van szükség.
A jegybevételek és a működési költségek arányát, a viteldíj-visszatérülési arányt gyakran használják a működési nyereségesség értékelésére, és egyes rendszerek, köztük a hongkongi MTR Corporation és a tajpeji jóval 100% feletti megtérülési arányt érnek el. Ez figyelmen kívül hagyja mind a rendszer kiépítése során felmerült súlyos tőkeköltségeket, amelyeket gyakran kedvezményes kamatozású kölcsönökkel támogatnak és amelyek kiszolgálása nem számít bele a jövedelmezőségi számításokba, mind pedig a járulékos bevételeket, például az ingatlanportfóliókból származó bevételeket. Egyes rendszerek, különösen a hongkongi, a meghosszabbításokat részben olyan földterületek eladásából finanszírozzák, amelyek értéke felértékelődött azáltal, hogy a meghosszabbítás új hozzáférést biztosított a területnek,, ezt a folyamatot értékszerzésnek nevezik.
A városi területrendezési politikák alapvető fontosságúak a gyorsvasúti rendszerek sikeréhez, különösen mivel a tömegközlekedés nem valósítható meg az alacsony sűrűségű településeken. A közlekedéstervezők becslése szerint a gyorsvasúti szolgáltatások támogatásához hektáronként tizenkét lakóegységnyi lakássűrűségre van szükség.

## Galéria a világ metróiról

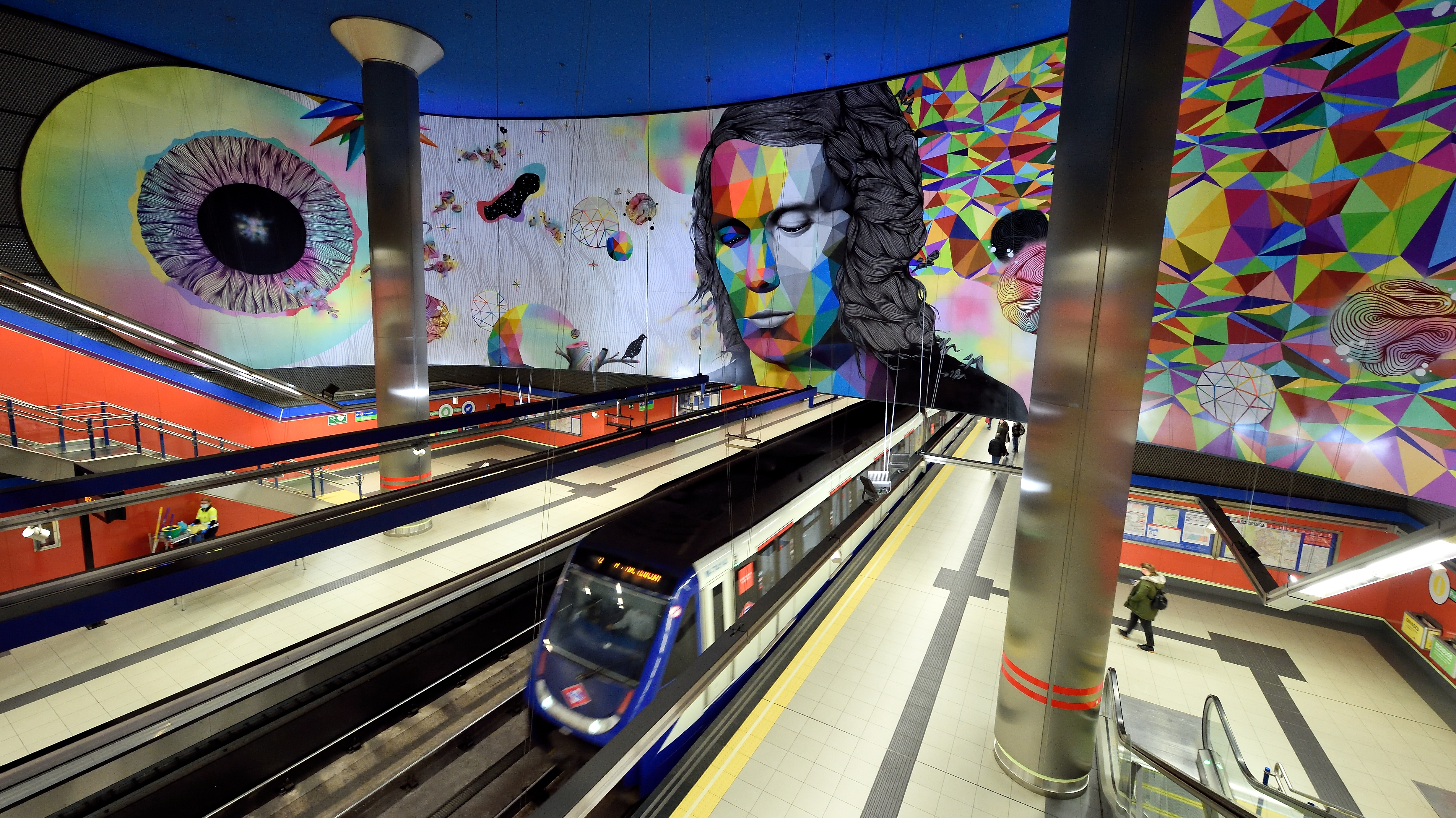
Madrid, Paco de Lucía
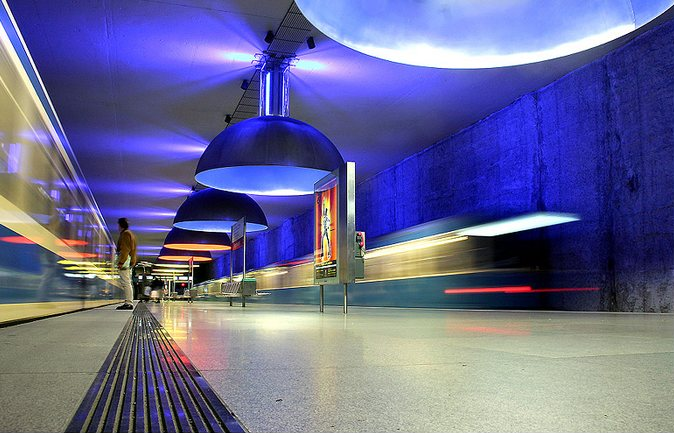
München, Westfriedhof
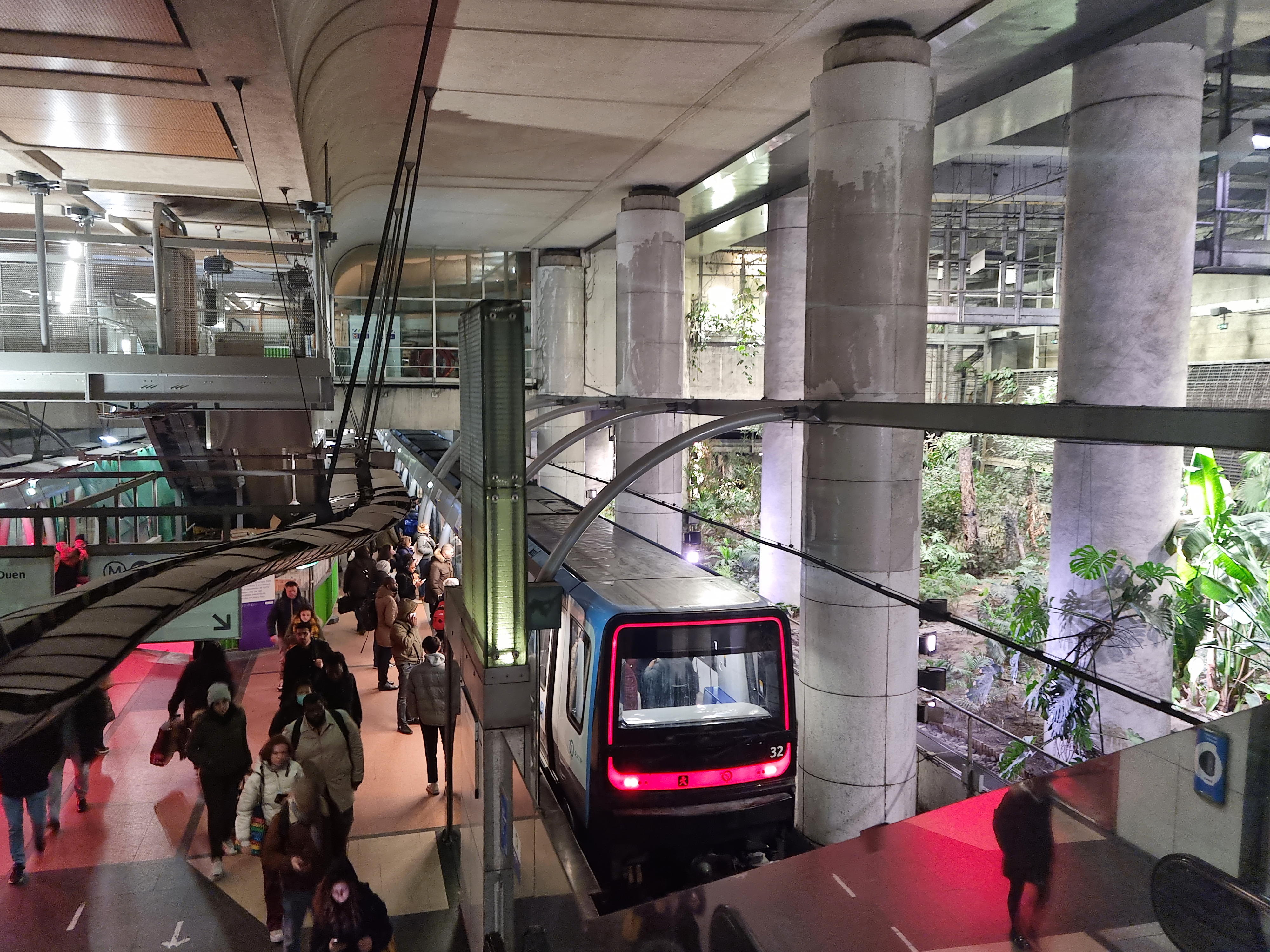
Párizs, Gare de Lyon
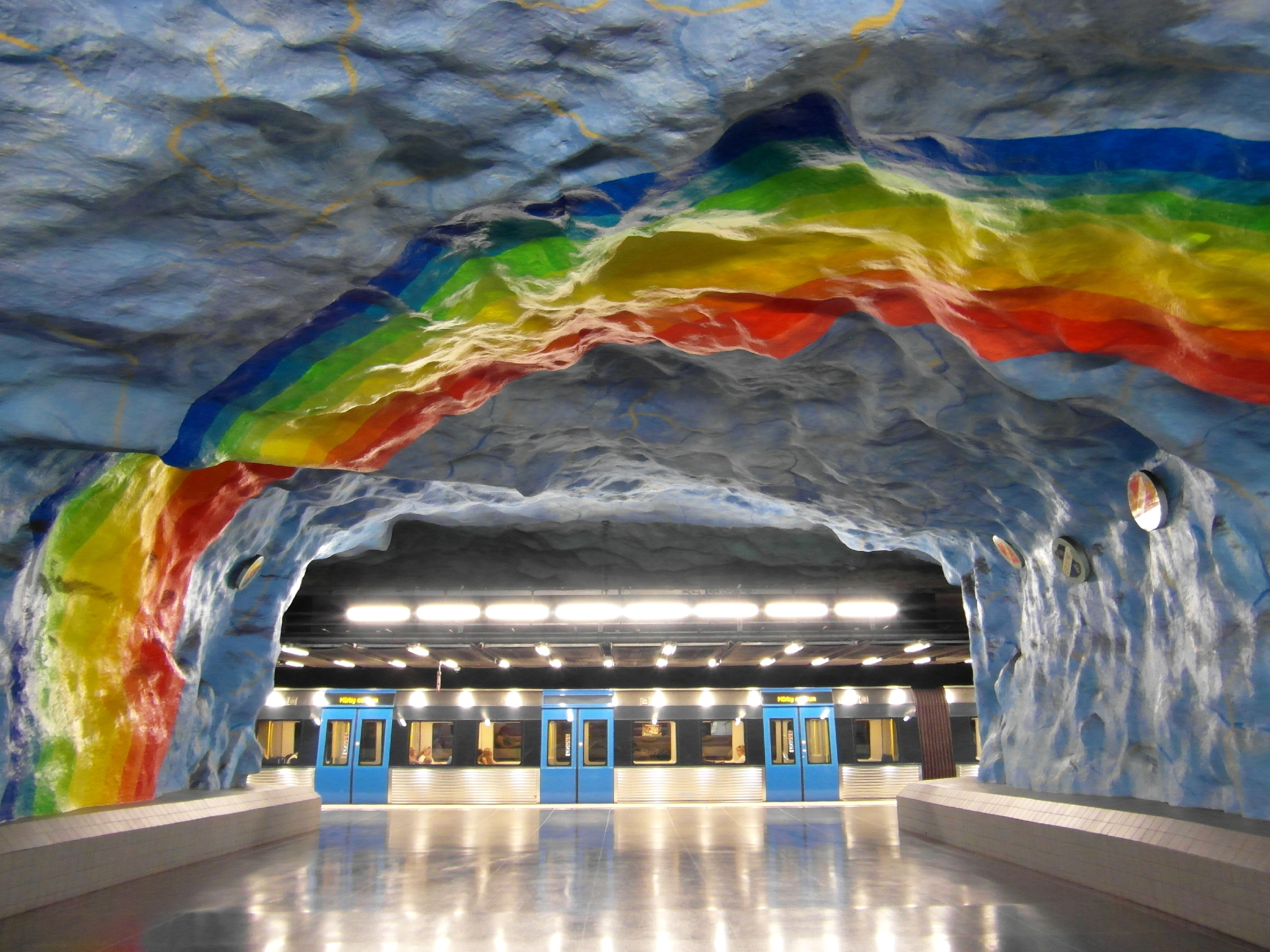
Stockholm, Stadion
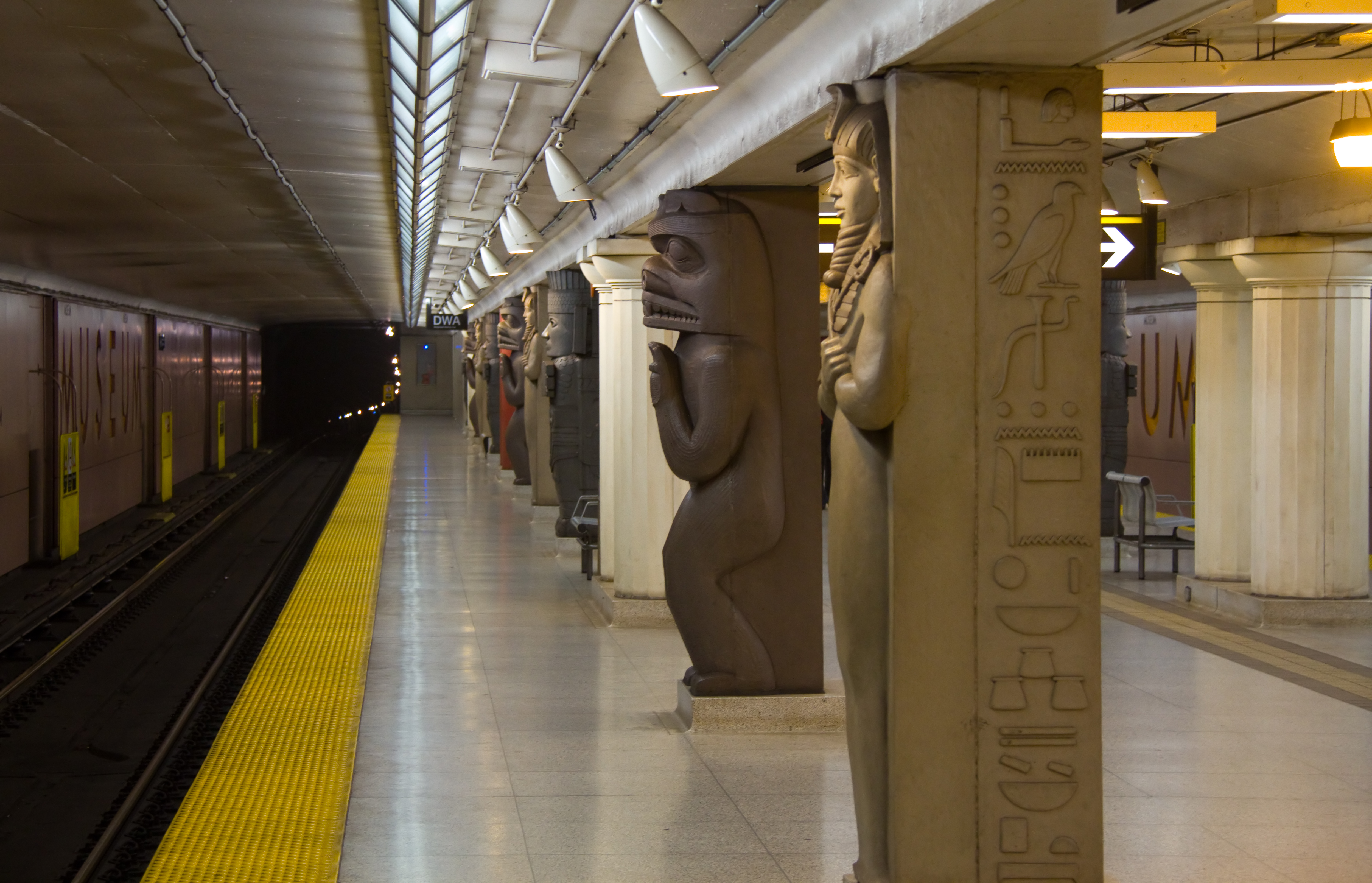
Toronto, Museum